# PNL (Band)
PNL (Abkürzung für Peace and Lovés, französischer Slang für „Frieden und Geld“) ist ein französisches Hip-Hop-Duo.

## Bandgeschichte
Die beiden Brüder Ademo und N.O.S. (Tarik und Nabil Andrieu) wuchsen im Quartier Les Tarterêts in Corbeil-Essonnes auf. Die Wurzeln der Brüder liegen in Algerien. Das Album blieb weitestgehend unbeachtet. Etwas später erschien der Videoclip zum Song Le Monde ou Rien, gedreht im neapolitanischen Stadtteil Scampia und in ihrer Heimatstadt. Das Video ging viral und erreichte fast 130 Millionen Aufrufe auf YouTube. Gegen Ende des Jahres erschien ihr Album Le Monde Chico, das aus dem Stand Platz 2 der französischen Charts erreichte und mit einer Goldenen Schallplatte ausgezeichnet wurde.
2016 erschien ihr drittes Album Dans la légende, das Platz 1 der französischen, belgischen (wallonischen) und Schweizer Charts erreichte.
Ihr viertes Album Deux frères erschien 2019.

## Musikstil
PNL bedienen sich des sogenannten Cloud Raps, das heißt, es werden flächige, wolkenhafte Synthies eingesetzt. Die Beats wurden nicht von der Band erstellt, sondern wurden aus dem Internet zusammengetragen. Dazu kommen Einflüsse aus dem Trap. Die Band verwendet Autotune als Instrument, was den Stimmen der beiden einen verzerrten, höher gelegten Klang verleiht, der zudem extrem langgezogen wird. Die Texte sind traurig, melancholisch und depressiv gehalten. Dabei bedienen sie sich Gangsterromantik und verschmelzen Bild und Ton zu einer untrennbaren Einheit. Musikalisch stand französischer Rap im Stile von Booba oder britische Acts wie Massive Attack Pate. PNL geben sich mysteriös, so geben die beiden Brüder keine Interviews und auch ansonsten wenig über ihr Privatleben preis.

## Diskografie

### Alben
| Jahr | Titel Musiklabel              | Höchstplatzierung, Gesamtwochen, AuszeichnungChartplatzierungen (Jahr, Titel, Musiklabel, Platzierungen, Wochen, Auszeichnungen, Anmerkungen) | Höchstplatzierung, Gesamtwochen, AuszeichnungChartplatzierungen (Jahr, Titel, Musiklabel, Platzierungen, Wochen, Auszeichnungen, Anmerkungen) | Höchstplatzierung, Gesamtwochen, AuszeichnungChartplatzierungen (Jahr, Titel, Musiklabel, Platzierungen, Wochen, Auszeichnungen, Anmerkungen) | Höchstplatzierung, Gesamtwochen, AuszeichnungChartplatzierungen (Jahr, Titel, Musiklabel, Platzierungen, Wochen, Auszeichnungen, Anmerkungen) | Höchstplatzierung, Gesamtwochen, AuszeichnungChartplatzierungen (Jahr, Titel, Musiklabel, Platzierungen, Wochen, Auszeichnungen, Anmerkungen) | Höchstplatzierung, Gesamtwochen, AuszeichnungChartplatzierungen (Jahr, Titel, Musiklabel, Platzierungen, Wochen, Auszeichnungen, Anmerkungen) | Anmerkungen                                                  |
| Jahr | Titel Musiklabel              | FR | BEF | BEW | DE | AT | CH | Anmerkungen                                                  |
| ---- | ----------------------------- | --- | --- | --- | --- | --- | --- | ------------------------------------------------------------ |
| 2015 | Que la famille PNL / Musicast | FR82 Platin · (4 Wo.)FR | — | BEW101 (175 Wo.)BEW | — | — | — | Erstveröffentlichung: 2. März 2015 Verkäufe: + 100.000       |
| 2015 | Le monde Chico QLF Records    | FR2 ×3Dreifachplatin · (93 Wo.)FR | — | BEW12 (… Wo.)BEW | — | — | CH11 (3 Wo.)CH | Erstveröffentlichung: 30. Oktober 2015 Verkäufe: + 300.000   |
| 2016 | Dans la légende QLF Records   | FR1 Diamant · (134 Wo.)FR | BEF39 (12 Wo.)BEF | BEW1 Gold · (… Wo.)BEW | — | — | CH1 (101 Wo.)CH | Erstveröffentlichung: 16. September 2016 Verkäufe: + 810.000 |
| 2019 | Deux frères QLF Records       | FR1 ×2Doppeldiamant · (156 Wo.)FR | BEF8 (26 Wo.)BEF | BEW1 Gold · (… Wo.)BEW | DE70 (2 Wo.)DE | AT50 (2 Wo.)AT | CH1 (141 Wo.)CH | Erstveröffentlichung: 5. April 2019 Verkäufe: + 1.010.000    |

### Singles
| Jahr | Titel Album                             | Höchstplatzierung, Gesamtwochen, AuszeichnungChartplatzierungen (Jahr, Titel, Album, Platzierungen, Wochen, Auszeichnungen, Anmerkungen) | Höchstplatzierung, Gesamtwochen, AuszeichnungChartplatzierungen (Jahr, Titel, Album, Platzierungen, Wochen, Auszeichnungen, Anmerkungen) | Höchstplatzierung, Gesamtwochen, AuszeichnungChartplatzierungen (Jahr, Titel, Album, Platzierungen, Wochen, Auszeichnungen, Anmerkungen) | Anmerkungen                                                                               |
| Jahr | Titel Album                             | FR | BEW | CH | Anmerkungen                                                                               |
| --- | --------------------------------------- | --- | --- | --- | ----------------------------------------------------------------------------------------- |
| 2015 | Le monde ou rien Le monde Chico         | FR77 Platin · (20 Wo.)FR | — | — | Erstveröffentlichung: 8. Mai 2015 Verkäufe: + 200.000                                     |
| 2015 | J’suis PNL Le monde Chico               | FR130 (3 Wo.)FR | — | — | Erstveröffentlichung: 31. Juli 2015                                                       |
| 2015 | Dans ta rue Le monde Chico              | FR117 Gold · (1 Wo.)FR | — | — | Erstveröffentlichung: 18. September 2015 Verkäufe: + 100.000                              |
| 2015 | Oh lala Le monde Chico                  | FR93 Platin · (11 Wo.)FR | — | — | Erstveröffentlichung: 30. Oktober 2015 Verkäufe: + 200.000                                |
| 2015 | Lion –                                  | FR136 (3 Wo.)FR | — | — | Erstveröffentlichung: 2. Dezember 2015                                                    |
| 2016 | La vie est belle Dans la légende        | FR99 Platin · (2 Wo.)FR | — | — | Erstveröffentlichung: 11. März 2016 Verkäufe: + 200.000                                   |
| 2016 | Da Dans la légende                      | FR20 Diamant · (56 Wo.)FR | — | — | Erstveröffentlichung: 18. April 2016 Verkäufe: + 233.333                                  |
| 2016 | J’suis QLF Dans la légende              | FR29 Diamant · (53 Wo.)FR | — | — | Erstveröffentlichung: 15. Juli 2016 Verkäufe: + 233.333                                   |
| 2016 | Naha Dans la légende                    | FR2 Diamant · (67 Wo.)FR | BEW19 (4 Wo.)BEW | CH35 (6 Wo.)CH | Erstveröffentlichung: 9. September 2016 Verkäufe: + 233.333                               |
| 2016 | Onizuka Dans la légende                 | FR17 Diamant · (121 Wo.)FR | BEW38 (2 Wo.)BEW | CH90 (1 Wo.)CH | Erstveröffentlichung: 4. November 2016 Verkäufe: + 233.333                                |
| 2017 | Bené Dans la légende                    | FR4 Diamant · (88 Wo.)FR | BEW38 (2 Wo.)BEW | CH68 (3 Wo.)CH | Erstveröffentlichung: 10. Februar 2017 Verkäufe: + 233.333                                |
| 2017 | Jusqu’au dernier gramme Dans la légende | FR19 Diamant · (74 Wo.)FR | — | — | Erstveröffentlichung: 7. Juli 2017 Verkäufe: + 233.333                                    |
| 2018 | À l’ammoniaque Deux frères              | FR1 Diamant · (42 Wo.)FR | BEW14 (4 Wo.)BEW | CH17 (3 Wo.)CH | Erstveröffentlichung: 22. Juni 2018 Verkäufe: + 333.333                                   |
| 2018 | 91’s Deux frères                        | FR1 Platin · (51 Wo.)FR | BEW7 (3 Wo.)BEW | CH22 (3 Wo.)CH | Erstveröffentlichung: 10. August 2018 Verkäufe: + 200.000                                 |
| 2019 | Au DD Deux frères                       | FR1 Diamant · (83 Wo.)FR | BEW1 Platin · (15 Wo.)BEW | CH2 (11 Wo.)CH | Erstveröffentlichung: 22. März 2019 Verkäufe: + 363.333                                   |
| 2019 | Deux frères                             | FR2 Diamant · (76 Wo.)FR | BEW46 (1 Wo.)BEW | CH18 (3 Wo.)CH | Erstveröffentlichung: 3. Mai 2019 Verkäufe: + 363.333                                     |
| 2019 | Blanka Deux frères                      | FR4 Diamant · (48 Wo.)FR | — | CH52 (1 Wo.)CH | Erstveröffentlichung: 2. August 2019 Verkäufe: + 363.333                                  |
| 2019 | Mowgli II –                             | FR3 Diamant · (14 Wo.)FR | BEW9 (2 Wo.)BEW | CH41 (2 Wo.)CH | Erstveröffentlichung: 3. Juni 2019 Verkäufe: + 333.333                                    |
| 2019 | Tahia –                                 | FR23 Gold · (3 Wo.)FR | — | — | Erstveröffentlichung: 19. Juli 2019 Verkäufe: + 100.000                                   |
| 2023 | Gaza –                                  | FR3 (5 Wo.)FR | BEW25 (1 Wo.)BEW | CH40 (1 Wo.)CH | Erstveröffentlichung: 9. Dezember 2023 mit Un Jour de Paix                                |
| Folgende Lieder erschienen nicht als Single, wurden aber durch das Album zum Download und Streaming bereitgestellt und konnten somit eine Platzierung erlangen: |                                         | | | |                                                                                           |
| |                                         | | | |                                                                                           |
| 2015 | Sur Paname Le monde Chico               | FR104 Gold · (1 Wo.)FR | — | — | Charteinstieg: 4. November 2015 Verkäufe: + 100.000                                       |
| 2015 | Abonné Le monde Chico                   | FR160 Gold · (1 Wo.)FR | — | — | Charteinstieg: 4. November 2015 Verkäufe: + 100.000                                       |
| 2015 | Mexico Le monde Chico                   | FR173 Gold · (1 Wo.)FR | — | — | Charteinstieg: 4. November 2015 Verkäufe: + 100.000                                       |
| 2015 | Porte de Mesrine Le monde Chico         | FR186 (1 Wo.)FR | — | — | Charteinstieg: 4. November 2015                                                           |
| 2015 | Rebenga Le monde Chico                  | FR130 Platin · (1 Wo.)FR | — | — | Charteinstieg: 4. November 2015 Verkäufe: + 200.000; feat. RKM                            |
| 2015 | Que la mif Le monde Chico               | FR189 Gold · (1 Wo.)FR | — | — | Charteinstieg: 4. November 2015 Verkäufe: + 100.000; feat. Spion, Pti Moha, F430 & Ilinas |
| 2016 | Dans la légende                         | FR18 Diamant · (40 Wo.)FR | — | CH55 (2 Wo.)CH | Charteinstieg: 24. September 2016 Verkäufe: + 233.333                                     |
| 2016 | Humain Dans la légende                  | FR42 Diamant · (3 Wo.)FR | — | — | Charteinstieg: 24. September 2016 Verkäufe: + 333.333                                     |
| 2016 | Tu sais pas Dans la légende             | FR46 Diamant · (5 Wo.)FR | — | — | Charteinstieg: 24. September 2016 Verkäufe: + 333.333                                     |
| 2016 | Bambina Dans la légende                 | FR58 Diamant · (13 Wo.)FR | — | — | Charteinstieg: 24. September 2016 Verkäufe: + 333.333                                     |
| 2016 | Luz de luna Dans la légende             | FR67 Diamant · (7 Wo.)FR | — | — | Charteinstieg: 24. September 2016 Verkäufe: + 333.333                                     |
| 2016 | Mira Dans la légende                    | FR71 Diamant · (4 Wo.)FR | — | — | Charteinstieg: 24. September 2016 Verkäufe: + 333.333                                     |
| 2016 | Uranus Dans la légende                  | FR75 Diamant · (7 Wo.)FR | — | — | Charteinstieg: 24. September 2016 Verkäufe: + 333.333                                     |
| 2016 | Kratos Dans la légende                  | FR82 Platin · (1 Wo.)FR | — | — | Charteinstieg: 24. September 2016 Verkäufe: + 200.000                                     |
| 2016 | Sheita Dans la légende                  | FR100 Platin · (1 Wo.)FR | — | — | Charteinstieg: 24. September 2016 Verkäufe: + 200.000                                     |
| 2019 | Autre monde Deux frères                 | FR3 Diamant · (12 Wo.)FR | — | CH20 (1 Wo.)CH | Charteinstieg: 12. April 2019 Verkäufe: + 333.333                                         |
| 2019 | Chang Deux frères                       | FR5 Diamant · (17 Wo.)FR | — | — | Charteinstieg: 12. April 2019 Verkäufe: + 333.333                                         |
| 2019 | Hasta la vista Deux frères              | FR6 Diamant · (30 Wo.)FR | — | — | Charteinstieg: 12. April 2019 Verkäufe: + 333.333                                         |
| 2019 | Shenmue Deux frères                     | FR7 Diamant · (15 Wo.)FR | — | — | Charteinstieg: 12. April 2019 Verkäufe: + 333.333                                         |
| 2019 | Celsius Deux frères                     | FR8 Platin · (10 Wo.)FR | — | — | Charteinstieg: 12. April 2019 Verkäufe: + 200.000                                         |
| 2019 | Zoulou tchaing Deux frères              | FR9 Diamant · (18 Wo.)FR | — | — | Charteinstieg: 12. April 2019 Verkäufe: + 333.333                                         |
| 2019 | Cœurs Deux frères                       | FR10 Diamant · (10 Wo.)FR | — | — | Charteinstieg: 12. April 2019 Verkäufe: + 333.333                                         |
| 2019 | Menace Deux frères                      | FR11 Diamant · (11 Wo.)FR | — | — | Charteinstieg: 12. April 2019 Verkäufe: + 333.333                                         |
| 2019 | Kuta ubud Deux frères                   | FR12 Platin · (10 Wo.)FR | — | — | Charteinstieg: 12. April 2019 Verkäufe: + 200.000                                         |
| 2019 | La misère est si belle Deux frères      | FR15 Diamant · (16 Wo.)FR | — | — | Charteinstieg: 12. April 2019 Verkäufe: + 333.333                                         |
| 2019 | Déconnecté Deux frères                  | FR16 Platin · (9 Wo.)FR | — | — | Charteinstieg: 12. April 2019 Verkäufe: + 200.000                                         |
| 2019 | Comme pas deux Deux frères              | FR25 Platin · (14 Wo.)FR | — | — | Charteinstieg: 5. Juli 2019 Verkäufe: + 200.000                                           |
| 2019 | Ryuk Deux frères                        | FR32 Platin · (6 Wo.)FR | — | — | Charteinstieg: 5. Juli 2019 Verkäufe: + 200.000                                           |
| 2019 | Bang Deux frères                        | FR34 Gold · (6 Wo.)FR | — | — | Charteinstieg: 5. Juli 2019 Verkäufe: + 100.000                                           |
| 2019 | Sibérie Deux frères                     | FR46 Gold · (4 Wo.)FR | — | — | Charteinstieg: 5. Juli 2019 Verkäufe: + 100.000                                           |
| 2019 | Cramés Dans la légende                  | FR114 Gold · (1 Wo.)FR | — | — | Charteinstieg: 11. Oktober 2019 Verkäufe: + 100.000                                       |
| 2019 | Je t’haine Dans la légende              | FR194 Gold · (1 Wo.)FR | — | — | Charteinstieg: 11. Oktober 2019 Verkäufe: + 100.000                                       |
| 2019 | Frontières Deux frères                  | FR148 Gold · (2 Wo.)FR | — | — | Charteinstieg: 1. November 2019 Verkäufe: + 100.000                                       |
| 2019 | Capuche Deux frères                     | FR178 Gold · (1 Wo.)FR | — | — | Charteinstieg: 1. November 2019 Verkäufe: + 100.000                                       |
| 2022 | J’comprends pas Que la famille          | FR154 (15 Wo.)FR | — | — | Charteinstieg: 30. September 2022                                                         |

## Auszeichnungen für Musikverkäufe
| Goldene Schallplatte - Frankreich - 2019: für das Lied J’Vends - 2019: für das Lied Je Vis Je Visser |

Anmerkung: Auszeichnungen in Ländern aus den Charttabellen bzw. Chartboxen sind in ebendiesen zu finden.
| Land/RegionAuszeichnungen für Musikverkäufe (Land/Region, Auszeichnungen, Verkäufe, Quellen) | Gold       | Platin       | Diamant       | Verkäufe   | Quellen         |
| -------------------------------------------------------------------------------------------- | ---------- | ------------ | ------------- | ---------- | --------------- |
| Belgien (BRMA)                                                                               | 2× Gold2   | Platin1      | —             | 40.000     | ultratop.be     |
| Frankreich (SNEP)                                                                            | 14× Gold14 | 16× Platin16 | 29× Diamant29 | 13.619.991 | snepmusique.com |
| Insgesamt                                                                                    | 16× Gold16 | 17× Platin17 | 29× Diamant29 |            |                 |